# En Chemed

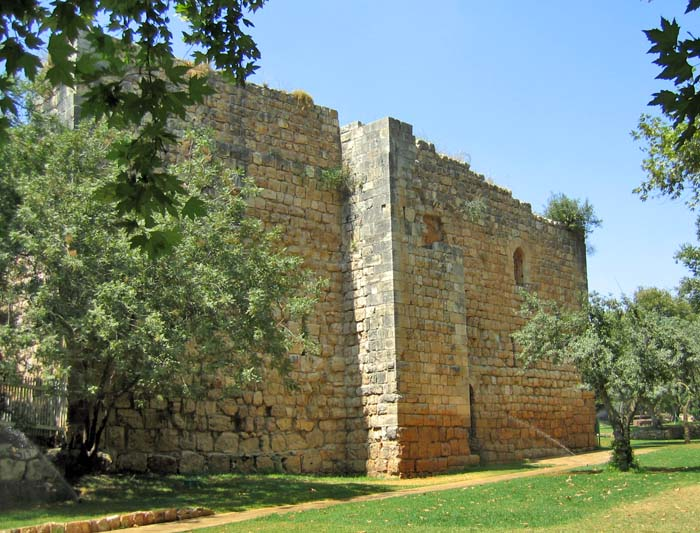
Mury zamku krzyżowców w En Chemed

En Chemed (hebr. עין חמד - źródło/studnia łaski) – izraelski park narodowy znany także pod średniowieczną nazwą Aqua Bella („Piękna Woda”). Położony w jednej z zielonych dolin Gór Jerozolimskich na południe od głównej drogi Jerozolima – Tel Awiw (nr 1) przy zjeździe „Chemed Interchange”, 10 km na zachód od Jerozolimy.

## Historia
Król Jerozolimy, Fulko V (1131-1143), przekazał to miejsce pod jurysdykcję joannitów. Dzięki ich zabiegom jeszcze przed 1163 rokiem w dolinie, poniżej źródła, powstał okazały budynek na planie prostokąta służący jako szpital dla czasowo chorych członków zakonu rycerskiego. Wysunięto także hipotezy, iż budowla ta służyła jako ufortyfikowane gospodarstwo rolne lub też jako dom wypoczynkowy dla rycerzy zakonnych. W 1168 miejsce to zostało zakupione przez króla węgierskiego. Miejscowa ludność arabska ochrzciła budowlę mianem „Hirbet Ikbala” („Ruiny Ikbala” - ostatnie słowo jest zniekształconą formą łacińskiej nazwy Aqua Bella) oraz „Deir el-Banat” („Klasztor córek”), choć bardziej niż klasztorem budowlę tę należałoby nazwać warownią czy też małym zamkiem. Poza funkcją szpitalną, budynek służył także do ochrony pokaźnych zasobów wody magazynowanych przy strategicznej drodze Jerozolima – Jafa.

## Zabytki
Główną atrakcją parku jest zbudowana na planie prostokąta warowna budowla krzyżowców o wymiarach 36 x 27 m i 2-metrowej grubości murach. Główna, wschodnia brama prowadzi do dziedzińca otoczonego z trzech stron przez dwupiętrową zabudowę. Na parterze zachowała się pokaźna sala o beczkowym sklepieniu w której znajduje się okrągły kamień używany niegdyś jako podstawa tłoczni oliwek. Nad tym pomieszczeniem znajdują się pozostałości przestronnego holu, o sklepieniu krzyżowym, mogącego pomieścić około 20 łóżek i do którego prowadzą zewnętrzne schody. W częściowo zniszczonej wschodniej ścianie zachowały się resztki apsydy, która służyła jako kaplica. W tym samym pomieszczeniu widać fundamenty chóru zakonnego; miejsca wspólnotowej modlitwy członków zakonu rycerskiego. Mała komnata znajdująca się w przyległej wieży służyła prawdopodobnie do obmyć. Funkcja pozostałych pomieszczeń nie została ostatecznie określona. Należy przypuszczać, że te znajdujące się na parterze służyły jako pomieszczenia mieszkalne i użytkowe dla braci posługujących chorym, którzy z kolei mieszkali na piętrze. Z małej wieży sygnałowej (znajdującej się w północno-zachodnim narożniku budowli) widać pobliski zamek krzyżowców o nazwie Belmont („Piękna góra”). Na kamieniach z których zbudowana jest warownia w En Chemed znajdują się specjalne znaki, które powtarzają się na wielu kamieniach. Są to nacięcia wykonane przez robotników pracujących w kamieniołomach. Każdy z nich oznaczał „swój” kamień swoim znakiem, który później służył do rozróżnienia „jego” kamieni od pozostałych. System ten pomagał w wyznaczaniu należnego im wynagrodzenia.
Południowa ściana fortecy graniczy ze starym cmentarzem muzułmańskim. Jest on wciąż używany przez mieszkańców pobliskich arabskich wiosek, En Rafah oraz En Naquba. Pod okazałym drzewem oliwnym znajduje się grobowiec Szejka Adballaha przy którym po dziś dzień muzułmanie gromadzą się na modlitwę. Dęby palestyńskie (Quercus calliprinos) otaczające ten grobowiec uważane były za święte. Uchodzą one za najwyższe dęby rosnące w Górach Judzkich; ich wysokość dochodzi do 15 m.
Przy wejściu do parku znajduje się pojedynczy budynek służący w latach 1937-1938 jako baza dla jednego z oddziałów Etzel (אצ״ל, skrót od Irgun Cewai Leumi - ארגון צבאי לאומי - Narodowa Organizacja Wojskowa).

## Przyroda
Flora parku jest przykładem lasu śródziemnomorskiego, który w przeszłości pokrywał całe Góry Jerozolimskie. Do głównych atrakcji parku należą dęby palestyńskie (Quercus calliprinos), kolczasta kruszyna palestyńska (Rhamnus lyciodes) drzewa świętojańskie (Ceratonia siliqua), terebinty (Pistacia palaestina) oraz migdałowce (Prunus dulcis), platany (Platanus orientalis) i sosny jerozolimskie (Pinus halepensis).